# Qal'at al-Bahreïn

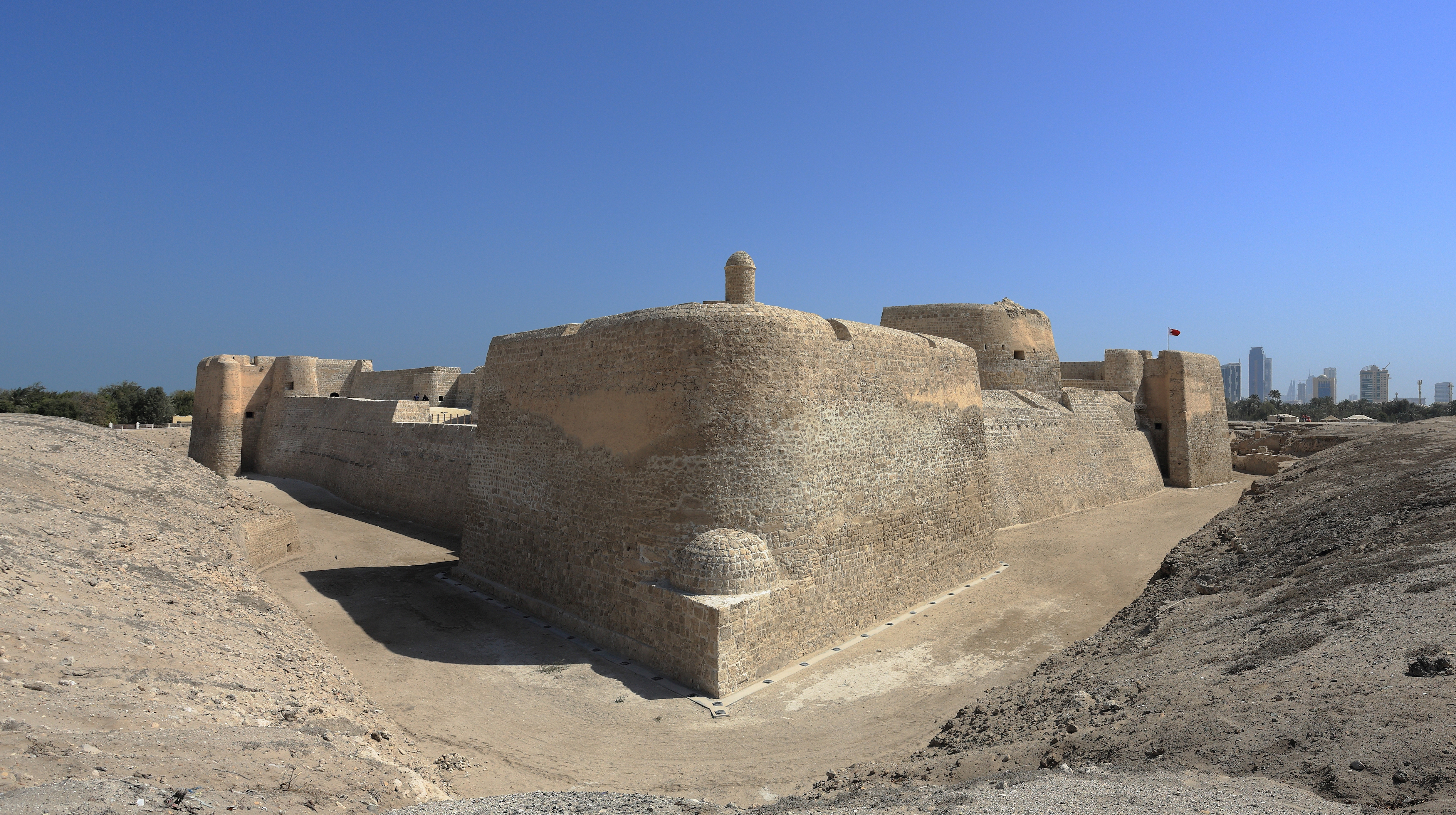
Le fort de Bahrain.

Qal'at al-Bahreïn est le principal site archéologique de l'âge du bronze retrouvé sur l'île de Bahreïn. Il s'agit sans doute d'un des plus importants centres de l'antique civilisation de Dilmun, et très probablement le site de son ancienne capitale, à partir d'environ 2050 av. J.-C.
Le site est localisé au nord de l'île de Bahreïn. Il s'agit d'un tell de taille notable, habité dès les environs de 2300 av. J.-C. Le site est habité jusqu'au XVIIe siècle de notre ère. Il a été fouillé depuis le milieu du XXe siècle, d'abord par une équipe danoise (1954-1972, dirigé par Peter Vilhelm Glob, assisté de Geoffrey Bibby), puis par deux missions archéologiques françaises (dirigées respectivement par Monique Kervran de 1977 à 1988 et par Pierre Lombard depuis 1989, en collaboration étroite avec le secteur de l'Archéologie et du Patrimoine (Ministère de la Culture du Royaume de Bahreïn). 
Le site est classé depuis juillet 2005 au patrimoine mondial de l'UNESCO.